# Total War: Warhammer III
Total War: Warhammer III et fantasy tur-baseret strategi og real-time Strategy-videospil udviklet af Creative Assembly og udgivet af Sega til Microsoft Windows via Steam.  Den er en del af Total War spilleserien og tredje spil sat i Games Workshops fantasy universe Warhammer Fantasy. Spillet blev annonceret d. 3 februar 2021 og blev udgivet d. 17 februar 2022 til Windows, macOS og Linux. 
Spillet udvider på mange af de mekanikker og funktioner, der blev introduceret i de tidligere spil, med nye fraktioner, enheder og nye kampagner der også kombinere elementer fra Total War: Warhammer og Total War: Warhammer II.

## Spillestillen
Spillet er et turbaseret strategispil med real-time elementer, hvor kampagnekortet styrer økonomi og strategi. I modsætning til de fleste tidligere Total War-spil introducerer dette spil fantasy-elementer fra Warhammer. Spillere kan vælge mellem en masse racer har deres egen unikke spillestil og mekanismer.
Når man starter en kampagne, skal man først vælge, hvilken race man vil spille som. Derefter skal man vælge en "legendarisk herre" eller "Legendary Lord," som har sin egen unikke faktion og karakterbonusser. For eksempel har Greasus Goldtooths faktion en diplomatisk bonus på +20 med andre ogre-faktioner, og hans karakterbonus giver ham 50 % ekstra indtægt ved plyndring af bosættelser. Zhao Ming har en faktionbonus, der giver alle soldater +15 rustning, og hans karakterbonus reducerer vedligeholdelsesomkostningerne med 25 % for nærkampsenheder i hans hær.
I kampagnedelen styrer du en fraktion på et stort kort, der repræsenterer Warhammer Fantasy's verden. Dette foregår tur-baseret, hvor fokus er på ressourceforvaltning, diplomati, hæropbygning og territoriale erobringer. Når to hære mødes, kan slagene udkæmpes i realtid på en slagmark, men du har også mulighed for at lade resultatet blive autogenereret.
Hvis spilleren vælger at udkæmpe slaget selv, starter det med opstilling af tropper. Spilleren placerer sine enheder strategisk på slagmarken før kampens begyndelse. Efter kampen er startet, skal spilleren styre sine enheder ved at give dem ordrer. Det kan være at marchere til en bestemt destination, angribe en fjendtlig enhed, vente med at skyde indtil spilleren giver ordre, eller lade missilenheder trække sig tilbage, når fjenden kommer tæt på.
Spillet har mange forskellige militærenheder, der kan bruges på slagmarken. Disse omfatter infanteri, missilinfanteri (skytter), kavaleri, monstre og troldmænd, alle med deres egne unikke evner og svagheder.

## Nye racer
En række af nye racer og facktioner har fået deres debut de er følgende:
Kislev er et menneskeligt rige, som er kendt for at være placeret mellem Imperiet og kaos dommineret områder. Kislev er på frontlinjen når det kommer til kampen mellem orden og kaos, det har formets Kisleviter til at være mere "hårdførende" og kampdygtig overfor kaos korruption, hvori deres sydlige naboer fra Imperiet kan letter bliver korruptet af kaos. Kislev er stærkt inspireret af øst-europæisk og slavisk kultur og historie, og i modsætning til de tættere befolkede riger som Imperiet, er Kislev relativt tyndt befolket og de større bebyggelser er begrænset til få centrale byer som Kislev, Erengrad og Praag. Et af rigets unikke kendetegn er dets beherskelse af is-magi, som ingen andre menneskelige riger har mestret. Riget af ledet af tsarina Katarin Bokha som selv er lært i is-magi. 
Cathay er et menneskeligt rige placeret i den østlige del af Warhammer fantasy. Cathay er inspiret af kinesisk kultur og historie. Ligesom Kislev ligger Cathay på frontlinjen med kaos, modsat Kislev har Cathay den store bastionen som er bygget langs dens frontlinje med kaos dommineret områder, muren har været succesfuld til at holde kaos og hobgoblins fra at invadere Cathay. Cathay er regeret af dragere, øverst er Drage kejseren og måne kejserinden og under dem er deres børn som Yuan Bo, Miao Ying og Zhao Ming, Cathayanere ser dragerne som guddomlige beskyttere af Cathay.
Ogre-riget består af store humanoider, omkring tre meter høje og meget overvægtige, der lever i Mourn-bjergene. Ogres er kendt for deres enorme styrke, glubende appetit og grådighed. Deres kultur er bygget op omkring mad, krig og guld, og de fungerer ofte som lejesoldater for andre racer, hvilke har ført mange ogre rundt i warhammer verdenen, deres tjeneste er især efterspurt af de menneskelige riger. Deres umættelige sult drives af tilbedelsen af deres gud, Great Maw, hvilket ofte fører til, at de spiser både deres fjender og undertiden endda dem, der har hyret dem, på slagmarken. Den nuværende øverste leder af Ogre racen er over-tyrannen Gresus Goldtooth. Hver stamme er ledet af en tyran som ofte er den største, mest brutale eller stærkeste i den enkelte stamme.
Nurgle er Kaosguden for sygdomme og genfødsel. Hans tilhængere dyrker pest og råddenskab, og de ser sygdomme som velsignelser fra deres gud. Nurgles tilhængere og tjeneres mål er at sprede Nurgles gaver og kreationer, hvilket kommer i form af dødlige sygdomme som skaber lidelse og død blandt de levende racer. Hans hær består af primært af nurgle dæmoner og tilhængere der har taget imod hans gaver.
Khorne er Kaosguden for blod og krig. Hans tilhængere er besatte af kamp og blodudgydelse, og de finder ære i ren vold og slagtning. Khorne hader magi og forfægter rå styrke og direkte kamp. Hæren er domineret af dæmoner og berserkere, hvis eneste formål er at dræbe i Khornes navn. Khornes tilhænger og Khorne selv, har et dårligt forhold med Slaanesh og dens tilhængere. Derudover er Khorne tilhængere også negative overfor Tzeentch siden de ser magi som en svaghed.
Slaanesh er Kaosguden for nydelse, sanselighed og dekadence. Slaaneshs tilhængere søger konstant efter ekstreme følelser og nydelser. Tilhængerne kommer primært fra den mennesklige race, men også fra den elviske og Dyr-mænd racerne. Slaanesh har som sagt et dårligt forhold til Khorne og hans tilhængere.
Tzeentch er Kaosguden for forandring, manipulation og magi. Hans tilhængere er mestre i magisk manipulation og intriger, hvilket gør Tzeentch og hans hær meget uforudsigelig. En af hans tilhængere er Kairos Fateweaver som er spilbar. Kairos er en dæmon som Tzeentch smed ned i "Evighedens brønd" i håb om at opklare dens mystiske natur, i stedet for kom Kairos op igen med to hoveder, et som kun kan se fremtiden og det andet som kun kunne se fortiden.
Dæmoner af Kaos er bestående af kaosdæmoner fra de overstående kaosguder, som er ledet af en dæmon-prins som ikke nødvendigvis er loyal overfor den enkelte kaosgud, men i stedet loyal overfor ideen om at sprede kaos, som alle kaos guderne har tilfælles. I Warhammer III spiller man specifikt som en Kislavite som er genfødt som dæmon-prins efter at blive snydt af den mørke herre Be'lakor.

## Kampagner
- The Lost God - En kort kampagne som fungere som en tutorial og introduktion til Realm of Chaos kampagnen. Du spiller som Prins Yuri Barkov fra Kislev, som er blevet sendt på en ekspedition af Kislevs hersker tsarina Katarin for at finde ud af hvad der er sket med bjørne guden Ursun.[4]
- The Realm of Chaos - Hovedkampagnen i Total War: Warhammer III. Man kan spille alene eller med op til 8 spillere. Kampagnen foregår efter The Lost God-kampagnen. De forskellige fraktioner kæmper om at nå først til bjørneguden Ursun og besejre dæmonprinsen Be'lakor, som forsøger at blive guddommelig. De forskellige fraktioner har forskellige motiver; for eksempel forsøger tsarina Katarin at nå til Ursun for at redde ham og Kislev fra en evig vinter, mens dæmonprinsen vil dræbe Ursun og absorbere hans kræfter for at blive den femte kaosgud. Et tredje eksempel er Skarbrand den Forviste, som er en dæmonprins af Khorne. Han er blevet forvist af kaosguden Khorne fra Riget af Khorne for forræderi, men i håbet om at genvinde sin herres tillid vil han høste Ursuns kranium i Khornes navn. Man kan spille som Cathay, Kislev, Dæmonprinsen, Khorne, Nurgle, Slaanesh, Tzeentch og Ogre-riget (hvis man har Ogre-DLC'en).
  - Siden udgivelsen er der blevet udgivet DLC'er, som har tilføjet racer med andre hovedmål. I Champions of Chaos blev kaoskrigere tilføjet med 4 forskellige karakterer: Festus Igle-herren, Azazel, Vilitch og Valkia den Blodige, som hver repræsenterer en kaosgud. Deres mål er ikke Ursun, men i stedet at få kaosgudernes "anerkendelse" ved at nå frem til Zanbaijin og besejre de andre kaosguders champions.
  - DLC'en Forge of the Chaos Dwarfs tilføjede kaosdværgene som race med 3 kaosdværg-karakterer: Astragoth Ironhand, Drazhoath den Askegrå og Zhatan den Sorte. Deres hovedmål er at bore dybt ned i jorden for at anskaffe "Hashuts blod", som kan gøre, at kaosdværgtroldmænd kan bruge magi frit uden med tiden at blive til sten, samtidig med at de kæmper om at overtage lederskabet af deres race.
  - DLC'en Shadows of Change tilføjede The Changeling til Tzeentch-racen, Moder Ostankya til Kislev-racen og Yuan Bo til Cathay-racen. Alle har deres egne unikke mål og kampagner. [5]
  - DLC'en Thrones of Decay tilføjede Tamurkhan Maddike-herren til Nurgle-racen, Elsebeth von Draken til Empire-racen og Malakai Makaisson til Dværg-racen. Her bliver både en dværge- og en Empire-race tilgængelig i The Realm of Chaos-kampagnen. Tamurkhans og Elsebeths kampagner er løst baseret på bogen Tamurkhan: The Throne of Chaos. [6]
- Immortal Empires - Immortal Empires kampagnen er en kombineret kampagne med alle fraktioner og racer fra Warhammer 1, 2 og 3, hvor man kan spille alene eller med op til 8 spillere. Immortal Empires er tilgængelig for alle, der ejer spillet. Dens forgænger i Total War: Warhammer II, Mortal Empires, var en kampagne, der kombinerede kortene fra spil 1 og 2. Modsat Mortal Empires er kortet i Immortal Empires blevet udvidet både mod de sydlige og nordlige Kaos-ødemarker. Men mest af alt er kortet rykket betydeligt mod øst, hvilket introducerer Total War: Warhammer-serien til nye verdensdele af Warhammer Fantasy's verden. Tidligere lå grænsen ved "World's Edge"-bjergene, men fra øst til vest møder man Mørkelandet (Darklands), kaosdværgenes hjemland. Derefter støder man på Bjergene af Mourn, en enorm bjergkæde, som er hjemsted for Ogrerigerne. Efter Bjergene af Mourn kommer Cathay, et rige med et varieret klima fra Warpstone-ørkenen til frodige græslande med bakker, ris- og te-terrasser og floder i vesten samt det kæmpe forsvarsnetværk langs grænsen til Kaos-stepperne. Immortal Empires dækker næsten hele den kendte Warhammer Fantasy-verden, dog er der nogle få områder, der ikke er inkluderet, såsom Nippon og Elithis, som begge ligger øst for Cathay. [7]
- Darkness & Disharmony - Darkness & Disharmony er en hver for sig selv kampagne, der har fokus på en dæmonisk invasion af Cathay, hvor spillere skal kæmpe om kontrol over bestemte beboelser. Man kan spille som Cathay, Ogre-riget, Nurgle, Khorne, Slaanesh og Tzeentch.  Man kan spille mellem 1 til 8 spillere..
- Something Rotten in Kislev - En co-op kampagerne hvor man kun kan spille med Kislev faktioner, den er lavet til at være en kort kampgane. Kampagnen tager sted i Kislev. [8]

## DLC
| Navn                        | Udgivelses dato   | Beskrivelse |
| --------------------------- | ----------------- | --- |
| Ogre Kingdoms               | Februar 2022      | Tilføjer Ogre-rigerne som en spilbar race med to legendariske herre: Greasus Goldtooth og Skrag the Slaughterer. Gratis for spillere, der forudbestilte spillet eller købte det i løbet af den første uge efter udgivelsen. |
| Champions of Chaos          | August 2022       | I Champions of Chaos blev kaoskrigere tilføjet med 4 forskellige karakterer: Festus Igle-herren, Azazel, Vilitch og Valkia den Blodige, sammen med nye militær enheder til kaos krigerne. |
| Blood for the Blood God III | August 2022       | Tilføjede mange forsklelige bloodige effekter til spillet. Den er gratis for alle spillere der tidligere har eget en "Blood for the Blood God" DLC`en i enten Warhammer I eller II. |
| Forge of the Chaos Dwarfs   | April 2023        | Tilføjer Kaosdværgene som en spilbar race med tre legendariske herre: Astragoth Ironhand, Drazhoath den Askegrå og Zhathan den Sorte, samt en legendarisk helt Gorduz Backstabber en hobgoblin. |
| Shadows of Change           | August 2023       | Shadows of Change tilføjede The Changeling til Tzeentch-racen, Moder Ostankya til Kislev-racen og Yuan Bo til Cathay-racen. Samt den legendariske helt "The Blue Scribes" for Tzeentch og nye enheder til alle tre racer. |
| Thrones of Decay            | April 2024        | Thrones of Decay tilføjede Tamurkhan til Nurgle-racen, Elspeth von Draken til Imperiet, og Malakai Makaisson til Dværgene. Samt nye enheder og mekanikker til alle tre racer. |
| Omens of Destruction        | 12. december 2024 | Omens of Destruction tilføjer tre legendariske herrer for tre forskellige racer: en for Ogreriget, en for Khorne og en for Greenskins. For Ogre-riget er det lejesoldaten Golgfag Maneater. Han er grunden til at man kalder veteran ogre lejesoldater der har tjent i fjerne lande for "Maneaters". For Khorne er det U'Zhul kranie-høsteren, som er på en blodig mission for at tage kranierne fra de største helte og mægtigste fjender i kamp. For Greenskins er det Gorbad Ironclaw, en af de mest berygtede orker, kendt for sit Waaagh! imod Imperiet, der ødelagde den sydlige provins Solland så grundigt, at den aldrig har kommet sig fuldstændig. |

| Navn                  | Udgivelses dato | Beskrivelse                                                                                                |
| --------------------- | --------------- | --- |
| Mirror of Madness     | April 2023      | Tilføjede Trials of Fate og The Infinite Portal moderene.                                                  |
| Ulrika Magdova        | April 2023      | Tilføjede vampyren Ulrika Magdova som en legendarisk helt for Imperiet, Dværgene og Kislev.                |
| Harald Hammerstorm    | Maj 2023        | Tilføjede kaos krigern Harald Hammerstorm som en legendarisk helt for kaos krigerne                        |
| Aekold Helbrass       | August 2023     | Tilføjede tzeentch krigern Aekold Helbrass som en legendarisk helt for Tzeentch og nogle af kaos-krigerne. |
| Epidemius             | April 2024      | Tilføjer Epidemius som en legendarisk herre for Nurgle med sin egen nurgle facktion.                       |
| Karanak               | Maj 2024        | Tilføjer Karanak som en legendarisk helt for Khorne og nogle kaos kriger facktioner.                       |
| Arbaal the Undefeated | December 2024   | Tilføjer Arbaal the Undefeated som en legendarisk herre for Khorne. Han leder sin egen khorne faction.     |